# Jan de Boer (1893-1956)
Johannes (Jan) de Boer (Wervershoof, 18 april 1893 - Obdam, 1 april 1956) was een Nederlandse burgemeester en waterschapsbestuurder.
De Boer was afkomstig uit een rooms-katholiek geslacht van veeboeren uit het oostelijk deel van West-Friesland. Behalve plaatselijk poldervoorzitter was hij hoogheemraad van het Hoogheemraadschap Noordhollands Noorderkwartier en van het Hoogheemraadschap van Uitwaterende Sluizen in Hollands Noorderkwartier.
Eveneens was hij van midden 1934 tot aan zijn dood burgemeester van de (sinds 2007 voormalige) gemeente Obdam. De Boer heeft er veel aan gedaan om Obdam te ontdoen van haar indertijd wat armetierig voorkomen.